# Satz von Vantieghem
Der Satz von Vantieghem ist ein Primzahlkriterium der Zahlentheorie. Er besagt, dass eine natürliche Zahl n genau dann prim ist, wenn
{\displaystyle \prod _{1\leq k\leq n-1}\left(2^{k}-1\right)\equiv n\mod \left(2^{n}-1\right).}
Analog ist n genau dann prim, wenn folgende Kongruenz von Polynomen in X gilt:
{\displaystyle \prod _{1\leq k\leq n-1}\left(X^{k}-1\right)\equiv n-\left(X^{n}-1\right)/\left(X-1\right)\mod \left(X^{n}-1\right)}
oder:
{\displaystyle \prod _{1\leq k\leq n-1}\left(X^{k}-1\right)\equiv n\mod \left(X^{n}-1\right)/\left(X-1\right).}